# Tabuk (province)
La province de Tabuk (en arabe : منطقة تبوك) est une province d'Arabie saoudite, au nord ouest, sur la mer Rouge, frontalière de la Jordanie, limitrophe des provinces saoudiennes de Al Jawf, Haïl et Médine.
Sa capitale est la ville de Tabuk, à 36°65 latitude et 28°49 de longitude, à près de 700 m d'altitude.
La région a une histoire vieille de 3 500 ans, et s'honore des vestiges de deux villes bibliques, Dadan et Maidan ou Madyan (à l'est de Seena).
La relative modération du climat permet des activités agricoles. La région produit du blé, des fruits, des poulets, des œufs... et elle exporte vers l'Europe des fleurs : glaïeuls, lys, statices. 

## Histoire
La région a des traces d'implantations datant du IIe millénaire av. J.-C., donc d'environ 3 500 ans. On a voulu en faire le pays de Ham, un des fils de Noé.
Les archéologues ont travaillé, entre autres, sur le mont Farah, Al Bidaa, Al Kuraiba(h), Quarayah, Wadi Dam, Rawwafa, Al Muwailih, Al Muzim, Taiwa : restes de palais, de forteresses, de puits, inscriptions en grec et en nabatéen. Tabuk serait l'ancienne Taboo(k), avec la ville d'Al-'Ula, capitale d'un état prospère, Al Ayaneyean.
Les sites pré-islamiques ne peuvent faire oublier le riche passé qui a suivi l'islamisation. La province est un lieu de passage pour les pèlerins, sur le trajet de Damas à La Mecque. Le fort de Tabuk, construit par les Ottomans vers 1655, est désormais restauré.
La région a également été rendue célèbre par la ligne de chemin de fer du Hedjaz, et Lawrence d'Arabie.

## Géographie
L'entrée routière en Arabie au départ du port jordanien d'Al Aqabah, situé au nord du golfe d'Aqabah, s'effectue par le poste-frontière littoral de Haql ou par celui de Halat Ammar à 69 km au nord de l'agglomération de Bir'Ibn Hirmas. Ces trois localités n'intègrent pas la province de Tabuk mais bien celle de Al Jawf.
De Haql à l'agglomération du Ra's ash Shaykh Humayd sur la cap de même nom qui marque l'entrée méridionale du golfe d'Aqabah, une route de 183 km longe l'oued 'Ifal, bordée par des hauteurs littorales s'élevant jusqu'à 1 900 mètres d'altitude à l'ouest, et les montagnes plus hautes du Midyan à l'est, dont le jabal Al-Lawz, dont le nom signifie « mont des amandes », qui s'élève jusqu'à 2 580 mètres d'altitude et se trouve parfois enneigé en hiver.
Une route côtière de 176 km mène de la localité d'Al Bad' au port de Douba / Duba, elle traverse les agglomérations d''Aynunah, celle d'As Sawrah dominée à l'est par le jabal Dafdaf qui pointe à 2 098 mètres, et celle d'Al Muwaylih à l'est de laquelle le jabal Dibbagh culmine à 2 350 mètres. Les hauteurs du Midyan s'élèvent encore à 1 990 mètres au nord de Douba (le jabal Az Zuhd). Au sud du port de Douba, l'oued Dama marque le passage du Midyan aux montagnes moins élevées de la chaîne du Hedjaz (Hijaz) dont le jabal Umm Birkah est le plus haut, à 1 747 mètres.
L’ensemble est assez varié :
- vallées : Sahadi, Herat ;
- étroite plaine côtière sur 600 km.

Le littoral comporte de très nombreuses îles.
Le climat est plutôt modéré, doux en été, avec une moyenne de 29 °C, et frais en hiver, avec une moyenne de 17 °C, mais pouvant atteindre 0 °C. La moyenne annuelle des pluies est faible, 50 mm. Les vents d'ouest, de sud-ouest et de sud-est soufflent en permanence.
Les principales agglomérations sont :
- sur le Golfe d'Aqaba : (Alaqan) Maqna ;
- sur la Mer Rouge : Ash Sharmah, Al Muwaylih, Hanak, Al Wajh, Samnah, Umm Lajj ou Umm Lujj ;
- à l'intérieur des terres : Tabuk, Shiqri, Al-'Ula, Ash Shurayf, Qal'at al Akhdar, Al Qalibah, Tayma ou Teema.

## Gouverneurs
Selon l'hégire :
- Muhammad ibn Abd al-Aziz Alshahyl de 1344 à 1349 ;
- Abdullah bin Saad Cannabis de 1349 à 1350 ;
- Abdullah bin Saad bin Abdul Mohsen mso de 1351 à 1354 ;
- Prince Hzlol bin Saoud Nasser Al-Saoud de 1355 à 1356 ;
- Prince assistant bin Saud bin Abdul Aziz Al Saoud de 1357 à 1369 ;
- Suleiman Bin Mohammed Bin Sultan Al-Sultan de 1369 à 1369 ;
- bin Abdul Rahman Mohammed Warrior de 1369 à 1370 ;
- Khalid bin Ahmed bin Mohammed mso de 1370 à 1374 ;
- Sous-bin Ahmed bin Mohammed mso de 1374 à 1392 ;
- Salomon ibn Turki bin Suleiman mso de 1392 à 1400 ;
- Prince Abdul Majeed bin Abdul Aziz Al Saoud de 1400 à 1406 ;
- Prince Al Mamdouh Aziz Bin Abdul Saoud de 1406 à 1407 ;
- Prince bin Fahd bin Sultan Abdul Aziz Al Saoud de 1407 à ce jour.

### Liste des gouverneurs
Depuis 1926 :
- Muhammad ibn Abdulziz Alshahl, 1926-1930 ;
- Abdullah bin Saad, 1930-1931 ;
- Abdullah bin Saad bin Abdul Mohsen Al Suda, 1931-1935 ;
- Saud bin Hizlol bin Nasser Al Saud, 1936-1937 ;
- Musaed Saud bin Abdullah bin Abdulaziz Al Saud, 1938-1950 ;
- Suleiman bin Mohammed bin Sultan Al Sultan, 1950-1950 ;
- Abdul Rahman bin Mohammed, 1950-1951 ;
- Khalid bin Ahmed bin Mohammed Al Sudairi, 1951-1955 ;
- Musaad bin Ahmed bin Mohammed Al Sudairi, 1955-1972 ;
- Sulaiman bin Turki bin Suleiman Al Sudairi, 1972-1980 ;
- Abdul-Majeed bin Abdul-Aziz Al Saud, 1980-1986 ;
- Mamdouh bin Abdulaziz Al Saud, 1986-1987 ;
- Fahd bin Sultan Al Saud, 1987–.